# ROU 12 Paysandú
El ROU 12 Paysandú fue un buque patrullero de origen italiano, construido en el año 1968 para la Armada Nacional de la República Oriental del Uruguay, que operó entre 1968 y 2022, cumpliendo con misiones de patrullaje y de control de las aguas jurisdiccionales de Uruguay, balizamiento, lucha contra el contrabando y apoyo a las misiones de búsqueda y rescate.

## Historia

##### Servicio en Uruguay
El ROU 12 Paysandú fue incorporado a la Armada de Uruguay el 29 de noviembre de 1968, cuando fue embanderado. Luego de su navegación de traslado hacia el país y arribada al Puerto de Montevideo, pasó a cumplir, principalmente, con misiones de patrullaje y control de las aguas jurisdiccionales del país, participando también en operaciones de búsqueda y rescate.
Desde su llegada al país en 1968, han transitado por su cubierta, en calidad de visitantes, todos los Presidentes de la República que gobernaron entre 1968 y 1999, entre ellos Jorge Pacheco Areco, Juan María Bordaberry, Alberto Demicheli, Aparicio Méndez, Gregorio Álvarez, Julio María Sanguinetti y Luis Alberto Lacalle, a los que se suman, además, presidentes extranjeros.
En la madrugada del día 11 de mayo del año 1972, en el Río de la Plata se produjo una colisión entre un buque de bandera inglesa, el Royston Grange y de 149 m de eslora que provenía desde el Puerto de Buenos Aires, y un petrolero de bandera liberiana, llamado Tien Chee, de 177 m de eslora, cuyo destino era el Puerto de La Plata, Argentina. Este hecho tuvo un saldo de 83 muertos, y a raíz de la colisión se produjeron incendios en ambos buques. Como parte de los esfuerzos volcados en las operaciones de búsqueda y rescate, se contó con la participación de la Armada de Uruguay, la envió a los buques ROU 12 Paysandú, al barreminas Pedro Campbell y a una lancha de Prefectura, identificada como PS-1.
El 17 de octubre del 2013, y tras el accidente del accidente del Fairchild Metro III de Air Class Líneas aéreas el 6 de junio de 2012, el ROU 12 Paysandú recibió la condecoración Honor al Mérito Naval Comandante Pedro Campbell, por sus tareas de búsqueda y posterior remoción de restos de dicha aeronave, ya que las cuales fueron llevadas a cabo bajo condiciones meteorológicas adversas, valorándose el esfuerzo y la dedicación que fueron demostrados por su tripulación.

##### Retiro de servicio
El día 4 de julio del año 2022, y luego de más medio siglo de servicios prestados como parte de la Armada de Uruguay, el ROU 12 Paysandú fue retirado de servicio en la Base Naval Teniente de Navío Carlos Macchitelli, con una ceremonia en la que se llevó a cabo el arriado de la bandera de Uruguay en su popa. Dicha ceremonia contó con la presencia del Comandante en Jefe de la Armada Nacional, Almirante Jorge Wilson, antiguos comandantes del buque ROU 12, la esposa del primer Comandante del buque y personal en actividad de la Armada Nacional.
Tras el arriado de la bandera en el buque, la misma se le fue entregada al Capitán de Navío Elio Luciano, quien se desempeñó como su Comandante entre los años 1971 y 1972.